# Zacarías Gómez Urquiza
Zacarías Gómez Urquiza (Ciudad de México, 5 de noviembre de 1905 - 10 de septiembre de 1982) fue un director de cine y guionista mexicano.

## Filmografía selecta
- La pícara Susana (1945) (codirigida con Fernando Cortés)
- Nosotras las sirvientas (1951)
- El tigre enmascarado (1951)
- El derecho de nacer (1952)
- Misericordia (1953)
- El mensaje de la muerte (1953)
- El misterio del carro express (1953)
- Sueños de gloria (1953)
- El pecado de ser mujer (1955)
- Felicidad (1957) (solo coguionista)
- El correo del norte (1960)
- El tesoro de Morgan (1974)
- Viento salvaje (1974)